# Van-Dyck-Breitfußbeutelmaus
Die Van-Dyck-Breitfußbeutelmaus (Antechinus vandycki) ist eine Beuteltierart aus der Gattung der Breitfuß-Beutelmäuse, die erst im Jahr 2015 beschrieben wurde und bisher nur von der Tasman-Halbinsel im Osten des australischen Bundesstaats Tasmanien bekannt ist. Sie wurde zu Ehren von Steve Van Dyck benannt, einem ehemaligen Kurator für Säugetiere und Vögel am Queensland Museum.

## Beschreibung
Der bei der Erstbeschreibung untersuchte Holotyp hat eine Kopf-Rumpf-Länge von 13,3 cm und ein Gewicht von 89,1 g. Der Schwanz ist 12 cm lang und damit kürzer als Kopf und Rumpf. An seiner Basis ist er 6,5 mm dick und verjüngt sich zur Spitze hin immer mehr. Die Hinterfüße sind 2,5 cm lang. Die Krallen sind sehr lang. Die längste Hinterfußkralle ist 4 mm lang, die längste Kralle am Vorderfuß hat eine Länge von 5,6 mm. Die Ballen der Hinterfüße sind stark geriffelt. Für eine Breitfuß-Beutelmaus ihrer Größe hat die Van-Dyck-Breitfußbeutelmaus relativ kleine Ohren (16,7 mm lang). Auf jeder Schnauzenseite hat das Tier etwa 20 bis zu 27 mm lange Schnurrhaare. Die Van-Dyck-Breitfußbeutelmaus hat ein auf dem Rücken dunkelgraues und auf der Bauchseite schmutziggraues Fell. Besonders an den Seiten zeigen sich einige bräunliche Einsprengsel. Die Füße sind braungrau, der Schwanz zweifarbig mit einer dunkelgrauen Ober- und einer braungrauen Unterseite.
Die Van-Dyck-Breitfußbeutelmaus ähnelt am meisten der Swainson-Breitfußbeutelmaus (Antechinus swainsonii). Beide Arten sind vor allem grau gefärbt, während die Schwarzschwanz-Breitfußbeutelmaus (Antechinus arktos) und Antechinus mimetes eher bräunlich sind. Die Van-Dyck-Breitfußbeutelmaus ist aber dunkler als die Swainson-Breitfußbeutelmaus. Von der gelblich-grauen Sumpf-Breitfußbeutelmaus (Antechinus minimus) unterscheidet sich die Van-Dyck-Breitfußbeutelmaus in der Fellfärbung, der größeren Schwanzlänge und dem weniger mächtigen Hinterteil. Von anderen Breitfuß-Beutelmäusen unterscheidet sie sich vor allem durch ihre deutlich größere Größe und die längere und schmalere Schnauze.

## Verbreitung und Lebensraum
Die Van-Dyck-Breitfußbeutelmaus ist bisher nur von der Tasman-Halbinsel im Osten des australischen Bundesstaats Tasmanien bekannt. Der Lebensraum ist ein gemäßigter Regenwald mit Hartlaubvegetation, dichtem Unterholz und viel Falllaub. Dominierende Bäume sind Südbuchen (Nothofagus), Scheinulmen (Eucryphia), Atherosperma, Schuppenfichten (Athrotaxis), Eucalyptus delegatensis und Eucalyptus obliqua, das Eskalloniengewächs Anopterus glandulosus ist häufig im Unterholz und der Rippenfarn Blechnum nudum wächst auf dem Boden.

## Quelle
- Baker A.M. et al. 2015. A taxonomic assessment of the Australian Dusky Antechinus Complex: a new species, the Tasman Peninsula Dusky Antechinus (Antechinus vandycki sp. nov.) and an elevation to species of the Mainland Dusky Antechinus (Antechinus swainsonii mimetes (Thomas)). Memoirs of the Queensland Museum – Nature, vol. 59, p. 75–126; doi: 10.17082/j.2204-1478.59.2015.2014-10